# Amadeo Sabattini
Amadeo Sabattini (Barracas, Buenos Aires; 29 de mayo de 1892 - Villa María, Córdoba; 29 de febrero de 1960), popularmente llamado «Don Amadeo» o «Peludo Chico», fue un farmacéutico, médico y político argentino, miembro de la Unión Cívica Radical y gobernador de la provincia de Córdoba entre 1936 y 1940.

## La familia y los primeros años
Amadeo Tomás Sabattini nació en el barrio de Barracas, en la Ciudad de Buenos Aires. Era hijo de Clotilde Aspesi, uruguaya, y de Luis Sabattini Taglioni, inmigrante italiano proveniente de Bolonia. Tuvo cuatro hermanos, Rosa, Alberto, Pablo y Luis Enrique Sabattini, los tres últimos nacidos en la ciudad de Rosario, donde su familia se radicó cuando Amadeo tenía dos años. Allí cursó sus estudios primarios y secundarios, e inició su militancia en las filas del radicalismo.
En 1907, comenzó a actuar en la Unión Cívica Radical integrando y formando con algunos de sus compañeros el Comité Aristóbulo del Valle de la Juventud Radical. Amadeo arribó a la ciudad de Córdoba en 1910 con el propósito de ingresar en la Facultad de Medicina de la Universidad Nacional de Córdoba, obteniendo su diploma de farmacéutico, dos años después,  y de profesional médico en 1916, precisamente cuando Hipólito Yrigoyen transcurría los primeros meses de su gestión presidencial.
El flamante médico regresó por un breve período a Rosario, aunque atraído por la provincia mediterránea resolvió radicarse en la pequeña población rural de La Laguna dedicándose, fundamentalmente, a la práctica ginecológica. Permaneció en esa población durante tres años, tiempo en el que contrajo matrimonio con Rosa B. Saibene, rosarina, con quien tendría cuatro hijos (Rosa Clotilde, Alberto Amadeo, Marta Susana e Ileana) y tuvo una activa participación en los comicios nacionales y provinciales, perfilando sus condiciones de carismático dirigente de la U.C.R.
Fue muy influido por la Reforma Universitaria que estalló en Córdoba en 1918 y sus propuestas sociales, en especial por lo que se llamó el radicalismo rojo que expresaron los jóvenes reformistas cordobeses Arturo Orgaz y Arturo Capdevila.
En el mes de marzo de 1920 la familia Sabattini, se trasladó a Villa María donde fijó su residencia definitiva, distribuyendo su tiempo, Amadeo, entre sus tareas profesionales y su vocación política. Allí cosechó buenos amigos, entre otros a Francisco Seco, cofundador de la UCR en Villa María, librepensador y maestro de la masonería, quien había influido en el radicalismo de la zona desde fines del siglo XIX siendo protagonista de la Revolución radical de 1893 e integrante de la logia masónica El Kosmo. Seco facilitó la instalación de Sabattini en aquella ciudad, donde le consiguió empleo como médico en el Hospital Pasteur.

## Ministro de Gobierno, Justicia e Instrucción Pública

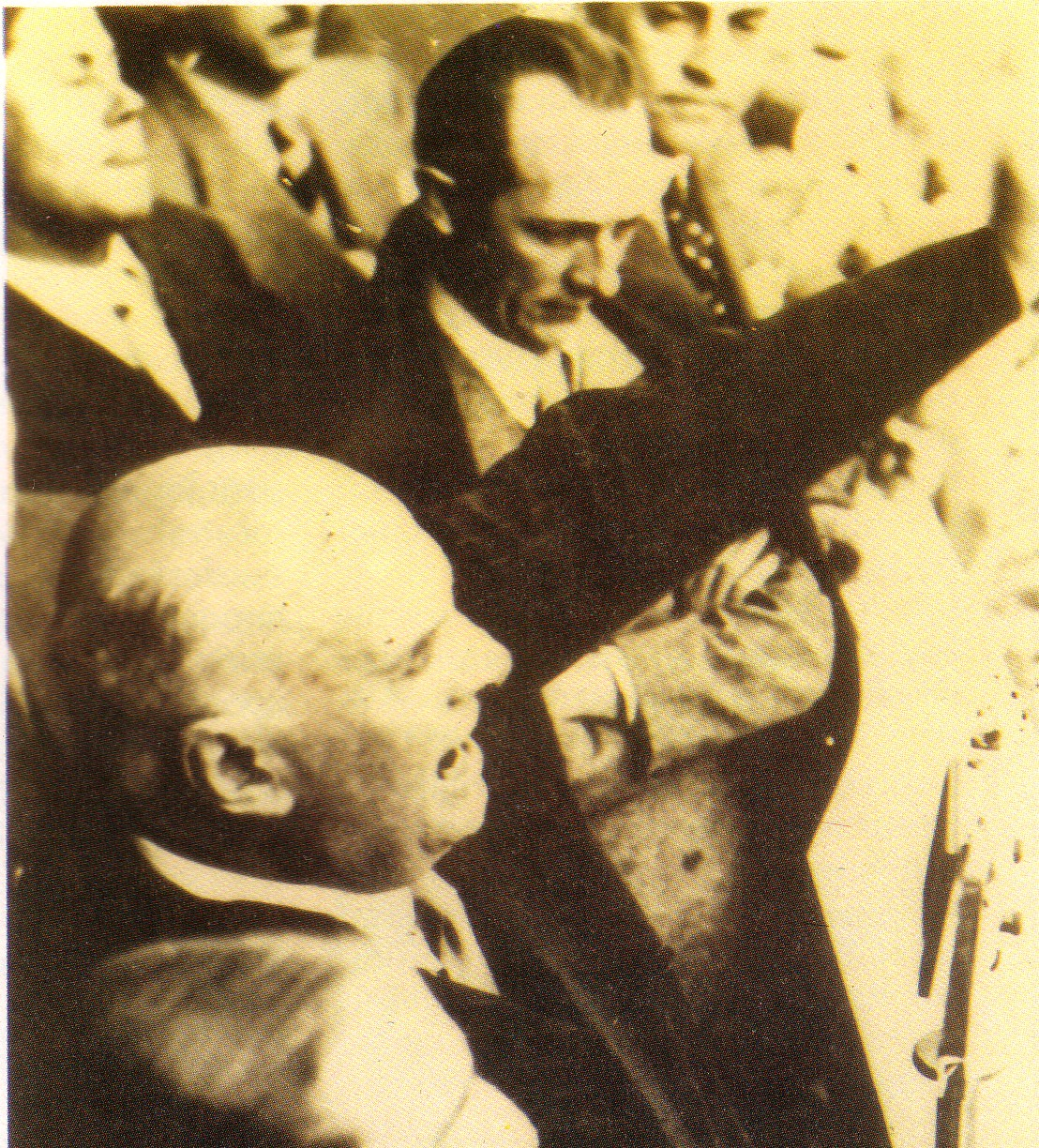
Amadeo Sabattini con Marcelo T. de Alvear, foto de 1936.

La inesperada y difícil victoria de Ramón J. Cárcano en la elección de 1925 no logró evitar que su gestión navegara en el escándalo y el marasmo. Los radicales controlaban la legislatura y bloqueaban las iniciativas del gobernador, al mismo tiempo que se sucedían denuncias tras denuncias sobre irregularidades electorales. En mayo de 1926 Sabattini, junto a Benito Soria y Enrique Martínez, integra el Centro Radicalismo y Renovación que sostiene una posición de permanente renovación interna, levantando la bandera de la intransigencia (negación absoluta a entablar cualquier negociación política con el Partido Demócrata de Córdoba a fin de destrabar la parálisis legislativa de entonces) y el progresismo. 
En ese contexto, la Unión Cívica Radical se aglutinaba en torno a la figura de Hipólito Yrigoyen como su candidato para 1928 y después de años de espera, los radicales cordobeses se preparaban para recuperar el gobierno. Entre los posibles candidatos, se mencionaban a Martínez, Sabattini, Soria, José Antonio Ceballos, Carlos J. Rodríguez, Lucas A. de Olmos y Elpidio González. A fin de evitar otro clima de división en Córdoba, intervino Yrigoyen impulsando una fórmula gubernativa con dos médicos (Martínez - Ceballos), a Soria como candidato a Senador nacional y ofreciéndole a Sabattini el Ministerio de Gobierno.
El 11 de marzo de 1928, Enrique Martínez derrotó por amplia diferencia de votos al exgobernador Roca, alcanzando el Poder Ejecutivo provincial que asume el 17 de mayo. Esta vez, sin la Corda Frates de 1916, la división de rojos y azules de 1919, ni los impersonalistas de 1925, la UCR volvía al gobierno de Córdoba después de nueve años. En ese contexto, Sabattini asume como Ministro de Gobierno, Justicia e Instrucción Pública.
La toma de juramento ministerial ya marcó el primer incidente de su carrera política al jurar solamente «por la Patria y su honor», lo que levantó innumerables críticas que hablaron de que Sabattini iría «al infierno» y que su «pecaminoso» juramento invalidaba su asunción, entre otra serie de acusaciones.
La renuncia de Martínez como gobernador para asumir la Vicepresidencia de la República ante el deceso de Francisco Beiró, puso al frente del Ejecutivo a Ceballos, quien confirmó a todos los ministros de Martínez, con excepción de la cartera de Hacienda, en donde nombró al ex antipersonalista Garzón Agulla, lo que provocó la dimisión de Sabattini que no fue aceptada.
En un contexto de quebranto social por efecto de la Crisis de 1929, se produce el Golpe de Estado del 6 de septiembre de 1930 que depone del poder en Argentina a Hipólito Yrigoyen, iniciando una nueva era de proscripción del radicalismo y sus dirigentes. El gobernador de Córdoba Ceballos, por renuncia de Martínez quien ejercía la Vicepresidencia de Argentina, y todos sus ministros, abandonan sus funciones y son reemplazados por militares. Se inicia una nueva etapa en la vida de Amadeo: la del sublevamiento.

## El jefe partidario del abstencionismo y la rebelión
El violento desalojo del radicalismo del poder y la ruptura constitucional abren un horizonte de perplejidad e incertidumbre institucional, económica y política en las fuerzas de un radicalismo dividido por el «personalismo» y debilitado por la falta de nuevos voceros. La U.C.R. era señalada como el partido de la inacción frente a la crisis, la esterilidad parlamentaria y el «saqueamiento» del Banco Nación.
Por otra parte, detrás del Gobierno de facto existían dos grupos que giraban alrededor de figuras militares: quienes pretendieron un estado nacionalsocialista o fascista  —uriburistas— y quienes, promoviendo la llegada al poder de Agustín P. Justo,  propusieron una democracia limitada y el sostenimiento del modelo agroexportador de la generación del 80 con alternativas regulatorias de la economía —justistas—.
En la convicción de que el radicalismo, despojado por la fuerza del gobierno legítimo y con sus principales dirigentes y su máximo caudillo presos o exiliados, se encontraba disperso, la dictadura septembrina convocó a elecciones en la provincia de Buenos Aires para el 5 de abril de 1931, en el domingo de Pascuas. Allí se debatía, el nivel de apoyo popular al proyecto revolucionario de corte «fascista» de Uriburu y el nivel de fuerza del radicalismo. Los radicales lograron superar lógicas diferencias entre yrigoyenistas y alvearistas, que habían caracterizado los últimos años del radicalismo en el poder, uniéndose en una «fórmula de compromiso» que superó por más de treinta mil votos al candidato del Partido Conservador de Buenos Aires, Antonio Santamarina. Sin embargo, como la elección de gobernador y vice bonaerense era «indirecta», debía reunirse el Colegio Electoral provincial. Ninguno de los partidos participantes de la contienda había logrado mayoría de electores. La situación favoreció la decisión del gobierno dictatorial de anular las elecciones.
La situación económica empeoró y la inquietud política generada por la derrota del gobierno en Buenos Aires fue en aumento. Enfermo y sin posibilidades de ser concretado su proyecto, el presidente «de facto» Uriburu aceptó convocar a elecciones generales en 1931. Varios partidos conservadores del interior se unieron y, con el apoyo de muchos antipersonalistas, propusieron la candidatura de Justo. Para esta Alianza utilizaron en nombre La Concordancia. Como consecuencia, el radicalismo declaró la abstención en las elecciones. Esta decisión, más la institucionalización de un mecanismo policial-electoral denominado fraude patriótico, le permitió a Agustín P. Justo llegar a la presidencia de la Nación.

#### Candidato a Gobernador de Córdoba 1931
En un comienzo para las Elecciones provinciales de Córdoba de 1931 el radicalismo presentaría la fórmula Sabattini-Rodríguez pero al ver qué el gobierno nacional no permitiría una victoria radical el partido bajo la candidatura.
El radicalismo enfrentó esta situación de dos maneras distintas, la primera desde 1931 a 1935 con la adopción de una oposición revolucionaria y abstencionista, la llamada «abstención corta» para luego participar de las elecciones por decisión de la cúpula alvearista. Esto generó una división importante en el seno del partido, por un lado el grupo oficialista, formado por Alvear y sus seguidores, y por otro, la oposición conformada por el sabattinismo en Córdoba, por FORJA, y luego tras la disolución de esta agrupación por el Movimiento Renovador de la Provincia de Buenos Aires, origen de Intransigencia y Renovación.

#### Presidente de la UCR Córdoba
Amadeo Sabattini defiende la impronta popular del yrigoyenismo como signo distintivo del radicalismo argentino y se impone como presidente de la U.C.R. de Córdoba el 4 de noviembre de 1932 con el apoyo de poderosos dirigentes: Agustín Garzón Agulla, Benito Soria, Ernesto Peña, Donato Latella Frías, Joaquín Manubens Calvet, Gabriel Oddone y Humberto Cabral. Sin embargo, su posición dentro del partido a nivel nacional pierde respaldo primero, con el frustrado alzamiento de Concordia el 8 de enero de 1933 por el que debe buscar asilo en Uruguay, y después con la muerte de Hipólito Yrigoyen, que deja a Marcelo T. de Alvear como único jefe del radicalismo.

## Los «chacareros» italianos y la candidatura a Gobernador
La jefatura de Amadeo Sabattini amplió la base de sustentación del radicalismo de Córdoba. Tradicionalmente, la base social de los centros urbanos estuvo dada por la clase media inmigratoria integrada por pequeños comerciantes, maestros, empleados, dotores y especialmente, trabajadores ligados al empleo público, municipal, provincial o nacional. En tanto, que el voto rural está dado por las peonadas, los trabajadores transitorios de las cosechas, los clientes de la nómina salarial de las comunas, los pequeños propietarios, los desocupados y subocupados, en general, el mundo proveniente del viejo federalismo, ese amplio sector que ha quedado excluido del modelo agroexportador. Pero con Sabattini aparece un nuevo votante: los chacareros italianos del sur y centro de Córdoba.

### La elección del 3 de noviembre de 1935

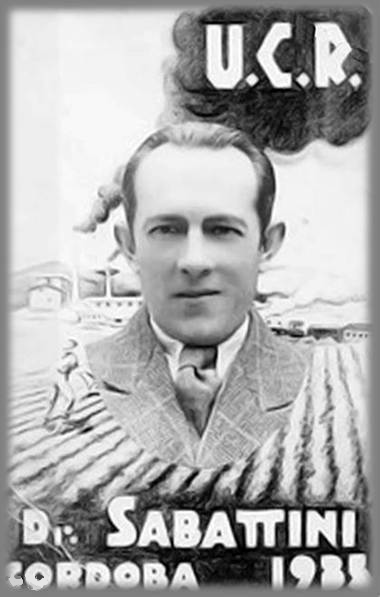
Afiche de campaña de Sabattini durante las elecciones de 1935.

El gobierno de Pedro J. Frías, atento al final de su mandato, convoca a nuevas elecciones. En 1935 la Unión Cívica Radical levantó la abstención electoral que había mantenido hasta entonces como signo de protesta ante el fraude electoral generalizado. En ese marco, Sabattini renunció el 12 de enero de 1935 a la presidencia del radicalismo para ser precandidato a gobernador. Contra las acusaciones de comunista hechas por sus adversarios demócratas y los radicales alvearistas, es proclamado precandidato a gobernador de la provincia de Córdoba, acompañado por otro joven yrigoyenista, Alejandro Gallardo. En su discurso del 4 de julio dice:

"He sido y sigo siendo yrigoyenista no en el sentido de la sumisón incondicional a la voluntad de un hombre, sino porque he interpretado a Yrigoyen como a un pensamiento en marcha, en pro de la redención de las clases trabajadoras y necesitadas, y de lucha eterna contra el privilegio".

En la elección interna del 7 de julio, el binomio Amadeo Sabattini/Alejandro Gallardo se impone a la fórmula Agustín Garzón Agulla/Carlos J. Rodríguez que fue una alianza entre el Grupo Irigoyen (Rodríguez) y el Pro Fusión (Garzónistás) por 20.567 votos a 15.418. En esa década Sabattini se convirtió en un referente político de inspiración yrigoyenista, con fuertes tendencias populares y nacionalistas, que lo diferenció notablemente de la línea conservadora unionista, hegemónica en el radicalismo, que expresaba Marcelo T. de Alvear.
Si bien la Ley Sáenz Peña representó un avance trascendente, los hábitos políticos en la década de 1930 marcaron el regreso de la compra de votos, el robo de urnas, el secuestro de las libretas de enrolamiento, el encierro de los votantes hasta la hora de llevarlos a votar y la cadena; son —a pesar del paso del tiempo—, prácticas habituales que se repiten elección tras elección. Los dirigentes del Partido Demócrata de Córdoba sin embargo, confiaron en el prestigio de la obra de gobierno de Emilio F. Olmos y Pedro Frías y postularon para gobernador al ministro de Hacienda José Aguirre Cámara, de excelentes condiciones oratorias, acompañado por el ingeniero Luis Alonso para la vicegobernación.
Como explica Soledad Cosio, «la experiencia democrática que vivió nuestro país desde 1912, a partir de la ley Sáenz Peña, hasta 1930 nos permite comprender la fragilidad de nuestro sistema político y las frustradas posibilidades para ampliarlo y mejorarlo. A partir de esto surge el problema de la legitimidad del poder en la República Argentina».
El proceso preelectoral fue inobjetable. Las elecciones del 3 de noviembre de 1935 no mostraron fallas visibles en las ciudades, pero hubo algunas irregularidades en las zonas rurales que obligaron al Tribunal Electoral a anular mesas y llamar a complementarias, fijadas para el 17 de noviembre. Como se habían hecho elecciones municipales y comunales simultáneamente con las de autoridades provinciales, el inmediato escrutinio de ambas reveló un aluvión de votos radicales en todas las zonas.
Ambos partidos pretenden el triunfo. El fantasma del fraude ronda. Humberto Cabral, acompañado por Santiago del Castillo y Agustín Garzón Agulla, denuncia ante el juez electoral que en la sede del Poder Ejecutivo o en el domicilio particular del gobernador de la provincia se guardan libretas de enrolamiento secuestradas por la policía para ser usadas en los comicios. El magistrado no hace lugar al reclamo. La violencia no se hace esperar. Los demócratas fletan el famoso tren fantasma que entra a los balazos en los pueblos que han dado mayoría radical en las elecciones comunales. Los radicales no se quedan quietos y se defienden a punta de pistola. Un dirigente radical de Sacanta, Erasmo Ceballos Araya, es baleado. Los radicales armados salieron a «defender los comicios» ante un supuesto intento de manipulación de las urnas por parte de los conservadores.
Ejemplo de ello fue el violento tiroteo de Plaza de Mercedes, en defensa a balazos de la elección en esa pequeña localidad del departamento Río Primero, que costó la vida de dos dirigentes radicales y siete policías el mismo 17 de noviembre. Para atajarse de un muy posible fraude, el Comité Provincial de la UCR envió una delegación armada, integrada por el campeón de tiro Carlos Moyano y dirigentes importantes como Santiago del Castillo, Argentino Auchter, el legislador provincial Pedro Vivas y Agobar Anglada, entre otros. Vivas, que fue a la cita con escopeta en mano, y Anglada murieron en el tiroteo y fueron convertidos en los mártires del radicalismo cordobés. Iniciado el escrutinio el 19, dará el triunfo, aunque por leve margen, a la Unión Cívica Radical por 5800 votos de diferencia.
El radicalismo, que había sufrido la proscripción de sus candidaturas en 1931, había decidido abstenerse en la provincia. Con el llamado de elecciones para la renovación legislativa, conjuntamente con la de gobernador y vicegobernador, el radicalismo deja su posición de abstención y promulga la fórmula del Amadeo Sabattini-Alejandro Gallardo, mientras que el Partido Demócrata proclama la fórmula Aguirre Cámara-Alejandro Alonso. En 1935 Amadeo Sabattini ganó las elecciones para gobernador.

### La gestión Sabattini

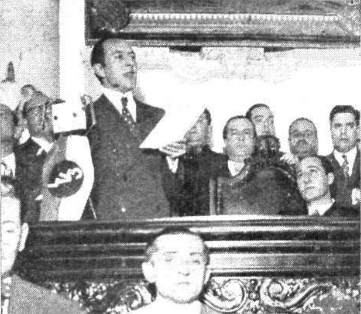
Sabattini asume y habla a la Legislatura Provincial en mayo de 1936.

Según algunos historiadores, Amadeo Sabattini recibe Córdoba bajo condiciones devastadoras en lo político, económico y social luego del mandato del demócrata Pedro Frías, para la cual va impulsar grandes transformaciones con el objetivo de sanear la situación provincial.[cita requerida]
Conformó un gabinete de ideología plural, designando como ministro de Hacienda a Agustín Garzón Agulla, uno de los líderes del fascismo cordobés, en el Ministerio de Gobierno al radical sabittinista Santiago H. del Castillo, en el sector de Obra Públicas al ingeniero Medina Allende y en el Tribunal de Cuentas decide mantener a los conservadores con el fin de que el control del dinero público sea un trabajo conjunto. Sabattini fue condecorado por el líder fascista Benito Mussolini y frente a la Segunda Guerra Mundial adoptó una postura neutralista.
En su obra de gobierno Sabattini apoyó e impulsó una política industrialista en su provincia iniciando una profunda transformación del perfil productivo de Córdoba, que con el tiempo se constituyó en uno de los polos industriales del país, fundamentalmente a través de un amplio plan de centrales hidroeléctricas (La Viña, San Roque, Cruz del Eje, Río Tercero) y de fábricas militares de armamentos (Río Tercero, Villa María, San Francisco).
Asimismo, su obra administrativa fue reconocida por la opinión independiente y el reconocimiento de sus adversarios políticos.  En pos de una plena democracia,  fue el proyecto de ley por el cual se reglamentó la organización y funcionamiento de los partidos políticos en la provincia con el objetivo de afirmar el sistema parlamentario y consolidar el sufragio popular.
Su gestión va estar caracterizada por su principal lema: «Agua para el Norte, caminos para el Sur». Bajo este lema, crea la Dirección Provincial de Hidráulica y con ella comienza la construcción de los diques de Cruz Del Eje, La Viña, Nuevo San Roque y Los Alazanes, siendo esto la base de la industrialización de Córdoba por la energía eléctrica. En este marco, priorizará la construcción y asfalto de rutas provinciales.
En el ámbito educativo, inaugura 173 escuelas, la mayoría de arquitectura monumental y otras como por ejemplo la escuela de Cerámicas, Academia de Canto. Aumenta el número de docentes a 651 y a la vez acrecienta en un 50% el sueldo de magisterio y en conjunto se crean guarderías, cantinas escolares y colonias de vacaciones para niños, integrando así al conjunto social.
Con respecto al ámbito laboral, elevó la jerarquía de intervención del Departamento Provincial del Trabajo, para que se respete la conciliación y arbitraje en los conflictos laborales y a la vez consiguió aumentos salariales para los trabajadores. También priorizó el sector sanitario creando hospitales, dispensarios y hogares de menores y madres como método de atención social.
César Tcach rescata la política sanitaria y social de Sabattini como una expresión de su componente liberal y opuesto a la Iglesia. Según relata el investigador,  Sabattini (…) «en contraste con las posiciones de la Iglesia Católica —empeñada en condenar moralmente las relaciones prematrimoniales, y a las jóvenes pecadoras— llevó adelante una política por la que el propio Estado provincial se convirtió en el defensor material y moral de las madres solteras. Creó el Hogar de Menores Madres e hizo construir un edificio destinado a ese fin. Chicas menores de edad y madres solteras encontraban, así, amparo en el Estado. 
En el Área de Turismo, creó  la Comisión Oficial de Turismo, dictando la Ley de Turismo N.º 3782. Asimismo, su gobierno respetó los derechos e iniciativas del movimiento obrero, anulando las acciones de la Legión Cívica y otros grupos antidemocráticos, otorgando plena vigencia a las libertades públicas.
Según señala Ferrero, se ocupó del campo, otorgándole ayuda a los agricultores a causa de las grandes sequías e impulsó y fomentó el desarrollo del cultivo del algodón y olivos. [cita requerida]Además, los agricultores se vieron favorecidos por la sanción de las leyes de Impuesto a la Herencia N.º 3790 y la Ley de Impuesto Proporcional Progresivo a la Tierra N.º 3787. Con estas iniciativas fiscales se proponía dar fin a las grandes propiedades territoriales, sin embargo, los sectores que se vieron desfavorecidos por estas leyes,  consiguieron que la Corte Suprema de la Nación las declare inconstitucionales.

#### Gabinete gubernamental[4]
| Gabinete gubernamental de Amadeo Sabattini 1936-1940 | Gabinete gubernamental de Amadeo Sabattini 1936-1940 | Gabinete gubernamental de Amadeo Sabattini 1936-1940          |
| Cartera                                              | Titular                                              | Período                                                       |
| ---------------------------------------------------- | ---------------------------------------------------- | ------------------------------------------------------------- |
| Ministerio de Gobierno                               | Santiago H. del Castillo Antonio de la Rúa           | 17 de mayo de 1936 - 14 de junio de 1939 - 17 de mayo de 1940 |
| Ministerio de Hacienda                               | Agustín Garzón Agulla Ángel H. Cabral                | 17 de mayo de 1936 - 19 de mayo de 1938 - 17 de mayo de 1940  |
| Ministerio de Obras Públicas                         | Antonio Medina Allende                               | 17 de mayo de 1936 - 17 de mayo de 1940                       |

## El «tanito» de Villa María
Luego de su mandato como gobernador, Sabattini se estableció permanentemente en su casa de Villa María, donde se hizo famosa su austeridad y su conducta intachable.

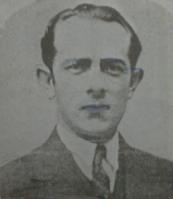
Amadeo Sabattini.

Con la aparición del peronismo entre 1943-1945, inicialmente Sabattini mantuvo relaciones relativamente cercanas con Perón, quien llegó a proponerle ser su vicepresidente. Sabattini se opuso también a la alianza antiperonista concretada con la Unión Democrática y se acercó al Movimiento de Intransigencia y Renovación creado en 1945, reivindicando el yrigoyenismo y un programa socialdemócrata en oposición al unionismo. Dentro de la intransigencia, Sabattini conformó una corriente autónoma conocida como «Línea Córdoba».
Hacia el final del gobierno peronista (1952-1955), Sabbatini adoptó una posición abstencionista, que lo enfrentó con la mayoría de los intransigentes, expresados por Arturo Frondizi.
Producido el golpe de Estado que derrocó a Juan Domingo Perón en 1955 y frente a la fractura de la Unión Cívica Radical en 1956, Sabattini se alió con los grupos más conservadores del unionismo y del balbinismo, para formar la Unión Cívica Radical del Pueblo.
Falleció en 1960.

## Historia electoral
Resultados electorales

### Elección interna UCR a Gobernador y vicegobernador
| Fórmula                                     | Grupo Interno               | Votos  |  |
| ------------------------------------------- | --------------------------- | ------ |  |
| Amadeo Sabattini - Alejandro Gallardo       | Grupo Renovador             | 20.567 |  |
| Agustín Garzón Agulla - Carlos J. Rodríguez | Pro Fusión y Grupo Irigoyen | 15.418 |  |

### * Elección para gobernador y vicegobernador del 3 de noviembre de 1935.[citarequerida]
| Fórmula                                 | Partido/Alianza                       | Votos   | Porcentaje |
| --------------------------------------- | ------------------------------------- | ------- | ---------- |
| Amadeo Sabattini - Alejandro Gallardo   | Unión Cívica Radical                  | 109.867 | 50,06%     |
| José Aguirre Cámara - Alfredo J. Alonso | Partido Demócrata de Córdoba          | 104.067 | 47,42%     |
| Arturo Orgaz - Juan C. Pressacco        | Partido Socialista                    | 3.596   | 1,63%      |
| Remo Copello - ?                        | Partido Agrario                       | 1.794   | 0,81%      |
| Ernesto Echevarria - ?                  | Unión Cívica Radical Antipersonalista | 116     | 0,05%      |